# Ampsicora
Ampsicora o Amsicora (in latino Hampsicora; III secolo a.C. – Cornus, 215 a.C.) è stato un militare e latifondista sardo-punico, guida della rivolta antiromana del 215 a.C.

## Origine del nome
Si ritiene che il nome Ampsicora abbia lontane origini berbere, proprie del Nordafrica algerino e tunisino; in quest'area sono infatti presenti toponimi o idronimi accostabili al nome di Ampsicora, come l'antico fiume Ampsaga (oggi Rhummel nell'arabo algerino) a confine del territorio occupato dai Numidi Massili presso Cirta. Massimo Pittau non condivide però tale tesi, reputando piuttosto che l'antroponimo Hampsicora sia originario della stessa area di provenienza dei Sardi, da lui identificata nella regione egeo-anatolica.

## Biografia
Le fonti descrivono Ampsicora come il più ricco tra i proprietari terrieri della Sardegna che in quel periodo appariva divisa in due entità: da un lato un'ampia parte della fascia costiera meridionale con la quasi totalità delle aree collinari, inclusa la vasta pianura campidanese, divise in città-Stato alleate di Cartagine; dall'altro le aree interne più montuose e del nord, ancora gestite direttamente dalle tribù nuragiche, che seppur diventate tolleranti nei confronti dei Sardo-punici dopo molte tensioni, erano assai ostili alla conquista romana; del resto, fin dalla tarda età nuragica i Sardi nuragici e i Cartaginesi intrattenevano rapporti assai stretti, essendo legati da antiche relazioni nonché dal comune risentimento verso i Romani.
In concomitanza con le vittorie di Annibale, Ampsicora fu animatore, insieme ad Annone di Tharros, della rivolta delle città costiere della Sardegna contro i romani del 215 a.C. (Bellum Sardum), riuscendo ad ottenere l'appoggio dei cosiddetti Sardi Pelliti, in particolare delle tribù degli Iliensi presso i quali si recò a cercare rinforzi per affrontare i nuovi dominatori. Inoltre i senatori di Cornus, la città della quale Ampsicora era il magistrato supremo, inviarono degli ambasciatori a Cartagine perché intervenisse in soccorso dei sardi che erano a conoscenza dei fatti accaduti in Italia e che avevano rafforzato la posizione di Annibale sempre più forte contro Roma. Cartagine inviò allora Asdrubale, detto il Calvo, con un'armata di circa diecimila soldati. Tuttavia le navi cartaginesi, giunte ormai in vista di Cornus, furono spinte dai venti verso le isole Baleari. 

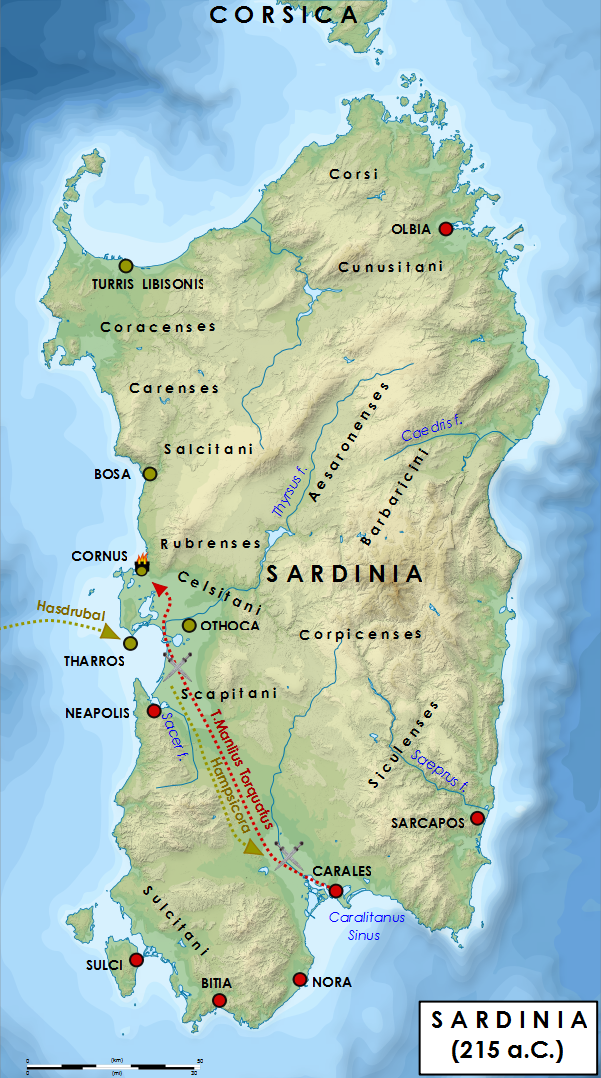
Mappa della rivolta di Ampsicora in Sardegna (215 a.C.)

Il console romano Tito Manlio Torquato radunò a Cagliari due legioni e si avviò verso Cornus. Manlio sorprese le poche truppe guidate da Josto, figlio di Amsicora, che fu sconfitto, avendo commesso l'errore di affrontare in campo aperto il nemico senza attendere ulteriori rinforzi. Infatti Amsicora si trovava a chiedere rinforzi alle popolazioni dei Sardi pelliti. L'arrivo di Asdrubale il Calvo a Tharros con i rinforzi costrinse Tito Manlio Torquato a ritornare nel sud dell'Isola. Ampsicora e Asdrubale unirono le loro truppe e marciarono anch'essi verso Caralis. Il piano di Amsicora consisteva nel marciare sulla città in modo tale da tagliare fuori dalla rotta dei rifornimenti le altre città della costa occidentale cadute in mano romana.
La battaglia campale decisiva si svolse nei pressi di Decimomannu, secondo Francesco Cesare Casula, tra i due fiumi della zona, quindi a poche miglia da Cagliari e vide la sconfitta degli insorti, la cattura di Asdrubale e la morte di Josto. Ampsicora si portò in salvo, rifugiandosi presso le tribù dell'interno. Tuttavia, secondo Livio, addolorato per la morte del figlio Josto e desideroso di non cadere nelle mani dei romani, si tolse la vita «di notte, perché nessuno gli potesse impedire quel gesto disperato».

## La figura di Ampsicora nella cultura sarda
In virtù della vasta produzione letteraria, Ampsicora rimane senz'altro vivo nella cultura sarda come avversario della conquista romana. Mentre il suo nome ricorre spesso nella toponomastica, è tuttavia raro trovare in Sardegna monumenti a lui dedicati, eccezion fatta per lo Stadio Amsicora e il quartiere residenziale dal medesimo nome, edificato principalmente negli anni settanta a Cagliari.
Le vicende, rivisitate, dell'eroe, si ritrovano in Amsicora, ultimo lavoro dedicato al teatro musicale dal compositore Luigi Canepa, andato in scena al Politeama di Sassari il 29 aprile del 1903. L'opera è un lavoro d’occasione, commissionato a Canepa dall’Associazione Universitaria e ispirata al celebre episodio della storia sarda, su libretto di Salvatore Scano, avvocato e poeta nonché redattore letterario de «La Nuova Sardegna», il quale a sua volta elaborò una parodia del dramma storico Amsicora ossia supremo sforzo per la sarda indipendenza scritto nel 1865 dal rettore del Convitto nazionale Canopoleno di Sassari Bartolomeo Ortolani per una recita degli stessi allievi del Convitto.
La vita e il sacrificio di Ampsicora è rappresentata anche nel dramma storico in due atti dal titolo Ampsicora primo re, scritto e diretto da Giuseppe Curreli, con musiche originali di Luciano Boris Smocovich, in scena per la prima volta al Teatro Alfieri di Cagliari il 14 novembre 2003.
Il 2 luglio 2010, in occasione del suo primo palio di Siena, il fantino ozierese Antonio Siri ha assunto il nome Amsicora in suo onore.
Il 21 aprile 2022 il compositore sardo Mare Insularum Pier ha pubblicato il brano per pianoforte dal titolo Hampsicora's lament dedicato al sacrificio di Ampsicora.